# Cayratia pedata
Cayratia pedata är en vinväxtart som först beskrevs av Nathaniel Wallich, och fick sitt nu gällande namn av François Gagnepain. Cayratia pedata ingår i släktet Cayratia och familjen vinväxter. Inga underarter finns listade i Catalogue of Life.